# The Room
The Room är en amerikansk film från 2003 av Tommy Wiseau. Filmen har av flera kallats en av de sämsta filmer som någonsin gjorts, och har fått stor kultstatus.

## Handling
Johnny är en framgångsrik bankman i San Francisco. Han och hans fästmö, Lisa, har ett passionerat kärleksliv och ska gifta sig om en månad. Lisa berättar dock för sin mor, Claudette, att hon inte älskar Johnny längre och inte vill gifta sig. Claudette försöker övertyga Lisa om att Johnny är en bra man och att hon borde gifta sig med honom för att det ger henne ekonomisk trygghet. Lisa förför Johnnys bäste vän Mark. Mark är till en början motvillig då han inte vill såra sin vän Johnny, men Mark och Lisa har sex vid flera tillfällen.
I Johnny och Lisas hus bor också den unge studenten Denny, som Johnny hjälper ekonomiskt. I en scen visar det sig att Denny är skyldig pengar till en knarklangare som hotar Denny med pistol, men Johnny och Mark övermannar honom. Denny förklarar också för Johnny att han älskar Lisa. Johnny förklarar att Lisa också älskar Denny, som vän. Det framgår också att Lisas mamma har bröstcancer och att hon har någon ekonomisk dispyt med sin bror, men inga av dessa sidohandlingar leder någonvart.
Triangeldramat mellan Johnny, Lisa och Mark når sin kulmen på Johnnys födelsedagsfest då Steven (en av Johnnys vänner vars namn aldrig nämns i filmen) påträffar Lisa och Mark i varandras armar. Lisa säger att hon inte ångrar att hon varit otrogen mot Johnny medan Mark hotar Steven att inte berätta något om vad han sett. Kort därpå kungör Johnny för gästerna att Lisa väntar barn. Lisa avslöjar dock att graviditeten var falsk och att hon sa att hon var gravid enbart för att "göra det intressant". Mark frågar Lisa senare om hon var gravid med hans barn. Lisa blir då arg och ger Mark en örfil. Johnny hör detta och inser att Lisa har varit otrogen och kommer i slagsmål med Mark.
Efter festen låser Johnny in sig i badrummet medan Lisa flyr till Mark. När han till slut går ut, lyssnar han på en inspelning av ett intimt telefonsamtal mellan Mark och Lisa. Johnny får ett vredesutbrott och skriker att alla hans vänner förrått honom medan han går bärsärkagång genom lägenheten. Till slut orkar Johnny inte längre och tar fram en pistol och skjuter sig själv.
En obestämd tid senare hittar Denny, Lisa och Mark Johnnys livlösa kropp. Denny och Mark ger då Lisa skulden för Johnnys död och Mark säger att han aldrig vill se henne igen. Denny ber då Lisa och Mark att gå, men de bestämmer sig dock för att stanna i väntan på polisen.

## Rollista
| Skådespelare      | Roll                         |
| ----------------- | ---------------------------- |
| Tommy Wiseau      | Johnny                       |
| Greg Sestero      | Mark                         |
| Juliette Danielle | Lisa                         |
| Philip Haldiman   | Denny                        |
| Carolyn Minnott   | Claudette, Lisas mamma       |
| Robyn Paris       | Michelle, Lisas bästa kompis |
| Scott Holmes      | Mike, Michelles pojkvän      |
| Dan Janjigian     | Chris-R                      |
| Kyle Vogt         | Peter                        |
| Greg Ellery       | Steven                       |

## Produktion
The Room skrevs och regisserades av Tommy Wiseau, som också finansierade den och spelar huvudrollen. Wiseau är en hemlighetsfull person och mycket lite om hans ursprung är känt eller hur han finansierade filmens budget på $6 miljoner, mer än att han importerat läderjackor från Korea. Wiseau ska också ha skrivit en roman- och en pjäsversion av The Room. Två personer, utöver Wiseau, listas som exekutiva producenter, men enligt skådespelaren Greg Sestero var den ena, Chloe Lietzke, inte involverad i filmen och Drew Caffey dog fyra år innan filmen gjordes.
Wiseau ska ha köpt ett nybörjarpaket för filmregissörer, vilket bland annat innehöll en filmkamera och en digital filmkamera. Osäker på vilken han borde använda beslutade han sig för att spela in filmen med båda kamerorna samtidigt.
Många av skådespelarna hade begränsad filmerfarenhet. Greg Sestero hade känt Wiseau en tid innan inspelningen och skulle egentligen hjälpa till med rollbesättningen och bakom kameran, men fick rollen som Mark första inspelningsdagen. Enligt Sestero tog inspelningen sex månader. Under den tiden byttes flera skådespelare och delar av filmteamet ut flera gånger. Kyle Vogt, som spelade psykiatrikern Peter, kunde inte vara med på hela inspelningen, så hans karaktär ersattes senare i filmen, utan förklaring, av en annan karaktär. Enligt Robyn Paris fick ingen av skådespelarna se filmens manus under inspelningen.

## Mottagande
Filmen marknadsfördes som en film i Tennessee Williams anda. Den visades bara i ett begränsat antal biografer i Kalifornen, men fick med tiden kultstatus då publiken fann dess märkliga handling och tekniska brister komiska. Flera år efter premiären visas filmen regelbundet på biografer dit den lockar tittare som interagerar med filmen och kastar plastskedar. Ross Morin vid St. Cloud State University i Minnesota kallade filmen för en av decenniets viktigaste filmer och "the Citizen Kane of bad movies". Wiseau har hävdat att humorn och misstagen i filmen är avsiktliga, vilket bestrids av andra.

## Andra verk om filmen
Greg Sestero, som spelar Mark i filmen, skrev en bok, The Disaster Artist, om sina erfarenheter. Filmatiseringen av boken hade premiär 2017. James Franco står för regin och spelar Wiseau. 
Newgrounds skapade ett inofficiellt dataspel baserat på The Room år 2010.